# Prix Filmfare pour l'œuvre d'une vie
Le prix Filmfare pour l'œuvre d'une vie (en anglais : Filmfare Lifetime Achievement Award) initialement appelé Raj Kapoor Award for Lifetime Achievement, Prix Raj Kapoor pour l'œuvre d'une vie, est une récompense du cinéma indien, remis par le magazine indien Filmfare, à l'occasion de la cérémonie des Filmfare Awards. Il récompense la carrière d'un artiste lié à l'industrie cinématographique. Le premier prix a été remis en 1991 à Amitabh Bachchan. Lors de la 58e cérémonie, en 2013, le réalisateur Yash Chopra est devenu le premier artiste à être lauréat à titre posthume. Manna Dey (en), récompensé en 2010, est le lauréat le plus âgé (91 ans), tandis qu'Amitabh Bachchan et Rekha, récompensée en 2003, sont les lauréats les plus jeunes, tous deux âgés de 48 ans.
En 2021, le prix a été attribué, au total, à 21 femmes et 25 hommes.

## Lauréats
| Année     | Photo | Lauréat                     | Profession        | Âge au moment de l'attribution |
| --------- | ----- | --------------------------- | ----------------- | ------------------------------ |
| 2021 (en) |       | Irfan Khan (posthume)       | Acteur            | 53                             |
| 2020 (en) |       | Ramesh Sippy                | Réalisateur       | 73                             |
| 2019 (en) |       | Sridevi (posthume)          | Actrice           | 54                             |
| 2018 (en) |       | Bappi Lahiri                | Directeur musical | 65                             |
| 2018 (en) |       | Mala Sinha                  | Actrice           | 81                             |
| 2017      |       | Shatrughan Sinha (en)       | Acteur            | 71                             |
| 2016      |       | Moushumi Chatterjee (en)    | Actrice           | 62                             |
| 2015      |       | Kamini Kaushal              | Actrice           | 88                             |
| 2014      |       | Tanuja                      | Actrice           | 70                             |
| 2013      |       | Yash Chopra (posthume)      | Réalisateur       | 80                             |
| 2012      |       | Aruna Irani                 | Actrice           | 65                             |
| 2011      |       | Manna Dey (en)              | Chanteur          | 91                             |
| 2010      |       | Shashi Kapoor               | Acteur            | 71                             |
| 2010      |       | Mohammed Zahur Khayyam (en) | Directeur musical | 83                             |
| 2009      |       | Om Puri                     | Acteur            | 58                             |
| 2009      |       | Bhanu Athaiya               | Costumière        | 79                             |
| 2008      |       | Rishi Kapoor                | Acteur            | 55                             |
| 2007      |       | Jaya Bachchan               | Actrice           | 58                             |
| 2007      |       | Javed Akhtar                | Scénariste        | 62                             |
| 2006      |       | Shabana Azmi                | Actrice           | 55                             |
| 2005      |       | Rajesh Khanna               | Acteur            | 62                             |
| 2004      |       | Sulochana Latkar            | Actrice           | 75                             |
| 2004      |       | Baldev Raj Chopra           | Réalisateur       | 89                             |
| 2004      |       | Nirupa Roy                  | Actrice           | 73                             |
| 2003      |       | Jeetendra (en)              | Acteur            | 61                             |
| 2003      |       | Rekha                       | Actrice           | 48                             |
| 2002      |       | Gulzar                      | Scénariste        | 67                             |
| 2002      |       | Asha Parekh                 | Actrice           | 59                             |
| 2001      |       | Feroz Khan (en)             | Acteur            | 61                             |
| 2001      |       | Asha Bhosle                 | Chanteuse         | 67                             |
| 2000      |       | Hema Malini                 | Actreice          | 51                             |
| 2000      |       | Vinod Khanna                | Acteur            | 53                             |
| 1999      |       | Helen                       | Actrice           | 60                             |
| 1999      |       | Manoj Kumar                 | Acteur            | 61                             |
| 1998      |       | Sharmila Tagore             | Actrice           | 53                             |
| 1997      |       | Dharmendra                  | Acteur            | 61                             |
| 1997      |       | Mumtaz                      | Actrice           | 49                             |
| 1996      |       | Ashok Kumar                 | Acteur            | 84                             |
| 1996      |       | Vyjayanthimala              | Actrice           | 59                             |
| 1996      |       | Sunil Dutt                  | Acteur            | 66                             |
| 1995      |       | Waheeda Rehman              | Actrice           | 57                             |
| 1995      |       | Shammi Kapoor               | Acteur            | 63                             |
| 1994      |       | Dilip Kumar                 | Acteur            | 71                             |
| 1994      |       | Lata Mangeshkar             | Chanteuse         | 64                             |
| 1993      |       | Dev Anand                   | Acteur            | 69                             |
| 1992      |       | Pas de cérémonie            |                   |                                |
| 1991      |       | Amitabh Bachchan            | Acteur            | 48                             |